# Borsunlu
Borsunlu (ryska: Борсунлу) är en ort i Azerbajdzjan.   Den ligger i distriktet Goranboj, i den centrala delen av landet, 270 km väster om huvudstaden Baku. Borsunlu ligger 199 meter över havet och antalet invånare är 3 348.
Terrängen runt Borsunlu är platt åt nordost, men åt sydväst är den kuperad. Närmaste större samhälle är Goranboy, 11,4 km öster om Borsunlu.
Trakten runt Borsunlu består till största delen av jordbruksmark. Runt Borsunlu är det ganska tätbefolkat, med 67 invånare per kvadratkilometer.